# Řecko na Eurovision Song Contest
Řecko se zúčastnilo 45 ročníků soutěže Eurovision Song Contest, poprvé v roce 1974. Země od té doby na soutěži chyběla šestkrát (v letech 1975, 1982, 1984, 1986, 1999 a 2000). Soutěž vysílá veřejnoprávní společnost Ellinikí Radiofonía Tileórasi. Řecko vyhrálo jednou, a to v roce 2005, kdy získala nejvíce bodů Elena Paparizou se skladbou „My Number One“. Země ani jednou neskončila poslední. 
Během 20. století Řecko pouze dvakrát skončilo mezi pěti nejlepšími – pátí skončili v roce 1977 Paschalis, Marianna, Robert a Bessy, pátá skončila i Cleopatra v roce 1992. Mezi lety 2001–2013 naopak Řecko skončilo 10krát mezi 10 nejlepšími, a to včetně tří bronzových umístění. První získala skupina Antique v roce 2001 (členkou skupiny byla pozdější vítězka Eurovize Elena Paparizou), Sakis Rouvas v roce 2004 a Kalomira v roce 2008. Od roku 2014 země 3krát nepostoupila do finále, 3krát se ale opět probojovala mezi 10 nejlepších – v roce 2021 byla desátá Stefania, v roce 2022 získala Amanda Tenfjord 8. místo a v roce 2025 obsadila Klavdia 6. místo.

## Výsledky
| Rok                           | Interpret                           | Píseň                                                                    | Jazyk               | Finále        | Finále        | Semifinále                  | Semifinále                  |
| Rok                           | Interpret                           | Píseň                                                                    | Jazyk               | Pořadí        | Body          | Pořadí                      | Body                        |
| ----------------------------- | ----------------------------------- | ------------------------------------------------------------------------ | ------------------- | ------------- | ------------- | --------------------------- | --------------------------- |
| 1974                          | Marinella                           | „Krassi, thalassa ke t' agori mou“ (Κρασί, θάλασσα και τ' αγόρι μου)     | řečtina             | 11.           | 7             | nekonalo se                 | nekonalo se                 |
| bez účasti v roce 1975        |                                     |                                                                          |                     |               |               | nekonalo se                 | nekonalo se                 |
| 1976                          | Mariza Koch                         | „Panaghia mou, panaghia mou“ (Παναγιά μου, παναγιά μου)                  | řečtina             | 13.           | 20            | nekonalo se                 | nekonalo se                 |
| 1977                          | Paschalis, Marianna, Robert a Bessy | „Mathema solfege“ (Μάθημα σολφέζ)                                        | řečtina             | 5.            | 92            | nekonalo se                 | nekonalo se                 |
| 1978                          | Tania Tsanaklidou                   | „Charlie Chaplin“ (Τσάρλυ Τσάπλιν)                                       | řečtina             | 8.            | 66            | nekonalo se                 | nekonalo se                 |
| 1979                          | Elpida                              | „Socrates“ (Σωκράτη)                                                     | řečtina             | 8.            | 69            | nekonalo se                 | nekonalo se                 |
| 1980                          | Anna Vissi a the Epikouri           | „Autostop“ (Ωτοστόπ)                                                     | řečtina             | 13.           | 30            | nekonalo se                 | nekonalo se                 |
| 1981                          | Yiannis Dimitras                    | „Feggari kalokerino“ (Φεγγάρι καλοκαιρινό)                               | řečtina             | 8.            | 55            | nekonalo se                 | nekonalo se                 |
| 1982                          | Themis Adamantidis                  | „Sarantapente kopelies“ (Σαρανταπέντε κοπελιές)                          | řečtina             | odstoupení    | odstoupení    | nekonalo se                 | nekonalo se                 |
| 1983                          | Christie                            | „Mou les“ (Μου λες)                                                      | řečtina             | 14.           | 32            | nekonalo se                 | nekonalo se                 |
| bez účasti v roce 1984        |                                     |                                                                          |                     |               |               | nekonalo se                 | nekonalo se                 |
| 1985                          | Takis Biniaris                      | „Miazoume“ (Μοιάζουμε)                                                   | řečtina             | 16.           | 15            | nekonalo se                 | nekonalo se                 |
| 1986                          | Polina                              | „Wagon-lit“ (Βαγκόν λι)                                                  | řečtina             | odstoupení    | odstoupení    | nekonalo se                 | nekonalo se                 |
| 1987                          | Bang                                | „Stop“ (Στοπ)                                                            | řečtina             | 10.           | 64            | nekonalo se                 | nekonalo se                 |
| 1988                          | Afroditi Fryda                      | „Clown“ (Κλόουν)                                                         | řečtina             | 17.           | 10            | nekonalo se                 | nekonalo se                 |
| 1989                          | Marianna                            | „To diko sou asteri“ (Το δικό σου αστέρι)                                | řečtina             | 9.            | 56            | nekonalo se                 | nekonalo se                 |
| 1990                          | Christos Callow                     | „Horis skopo“ (Χωρίς σκοπό)                                              | řečtina             | 19.           | 11            | nekonalo se                 | nekonalo se                 |
| 1991                          | Sophia Vossou                       | „Anixi“ (Άνοιξη)                                                         | řečtina             | 13.           | 36            | nekonalo se                 | nekonalo se                 |
| 1992                          | Cleopatra                           | „Olou tou kosmou i elpida“ (Όλου του κόσμου η ελπίδα)                    | řečtina             | 5.            | 94            | nekonalo se                 | nekonalo se                 |
| 1993                          | Katerina Garbi                      | „Ellada, hora tou fotos“ (Ελλάδα, χώρα του φωτός)                        | řečtina             | 9.            | 64            | Kvalifikacija za Millstreet | Kvalifikacija za Millstreet |
| 1994                          | Kostas Bigalis a the Sea Lovers     | „To trehantiri“ (Diri Diri) (Το τρεχαντήρι“ (Ντίρι Ντίρι))               | řečtina             | 14.           | 44            | nekonalo se                 | nekonalo se                 |
| 1995                          | Elina Konstantopoulou               | „Pia prosefhi“ (Ποια προσευχή)                                           | řečtina             | 12.           | 68            | nekonalo se                 | nekonalo se                 |
| 1996                          | Marianna Efstratiou                 | „Emis forame to himona anixiatika“ (Εμείς φοράμε το χειμώνα ανοιξιάτικα) | řečtina             | 14.           | 36            | 12.                         | 45                          |
| 1997                          | Marianna Zorba                      | „Horepse“ (Χόρεψε)                                                       | řečtina             | 12.           | 39            | nekonalo se                 | nekonalo se                 |
| 1998                          | Thalassa                            | „Mia krifi evaisthisia“ (Μια κρυφή ευαισθησία)                           | řečtina             | 20.           | 12            | nekonalo se                 | nekonalo se                 |
| bez účasti v letech 1999–2000 |                                     |                                                                          |                     |               |               | nekonalo se                 | nekonalo se                 |
| 2001                          | Antique                             | „Die for You“                                                            | řečtina, angličtina | 3.            | 147           | nekonalo se                 | nekonalo se                 |
| 2002                          | Michalis Rakintzis                  | „S.A.G.A.P.O.“                                                           | angličtina          | 17.           | 27            | nekonalo se                 | nekonalo se                 |
| 2003                          | Mando                               | „Never Let You Go“                                                       | angličtina          | 17.           | 25            | nekonalo se                 | nekonalo se                 |
| 2004                          | Sakis Rouvas                        | „Shake It“                                                               | angličtina          | 3.            | 252           | 3.                          | 238                         |
| 2005                          | Elena Paparizou                     | „My Number One“                                                          | angličtina          | 1.            | 230           | TOP 12 z předchozího roku   | TOP 12 z předchozího roku   |
| 2006                          | Anna Vissi                          | „Everything“                                                             | angličtina          | 9.            | 128           | hostitelská země            | hostitelská země            |
| 2007                          | Sarbel                              | „Yassou Maria“ (Γεια σου Μαρία)                                          | angličtina          | 7.            | 139           | TOP 10 z předchozího roku   | TOP 10 z předchozího roku   |
| 2008                          | Kalomira                            | „Secret Combination“                                                     | angličtina          | 3.            | 218           | 1.                          | 156                         |
| 2009                          | Sakis Rouvas                        | „This Is Our Night“                                                      | angličtina          | 7.            | 120           | 4.                          | 110                         |
| 2010                          | Giorgos Alkaio and Friends          | „Opa“ (Ώπα)                                                              | řečtina             | 8.            | 140           | 2.                          | 133                         |
| 2011                          | Loukas Yorkas feat. Stereo Mike     | „Watch My Dance“                                                         | řečtina, angličtina | 7.            | 120           | 1.                          | 133                         |
| 2012                          | Eleftheria Eleftheriou              | „Aphrodisiac“                                                            | angličtina          | 17.           | 64            | 4.                          | 116                         |
| 2013                          | Koza Mostra feat. Agathon Iakovidis | „Alcohol Is Free“                                                        | řečtina             | 6.            | 152           | 2.                          | 121                         |
| 2014                          | Freaky Fortune feat. RiskyKidd      | „Rise Up“                                                                | angličtina          | 20.           | 35            | 7.                          | 74                          |
| 2015                          | Maria Elena Kyriakou                | „One Last Breath“                                                        | angličtina          | 19.           | 23            | 6.                          | 81                          |
| 2016                          | Argo                                | „Utopian Land“                                                           | angličtina, řečtina | nepostup      | nepostup      | 16.                         | 44                          |
| 2017                          | Demy                                | „This Is Love“                                                           | angličtina          | 19.           | 77            | 10.                         | 115                         |
| 2018                          | Yianna Terzi                        | „Oniro mou“ (Όνειρό μου)                                                 | řečtina             | nepostup      | nepostup      | 14.                         | 81                          |
| 2019                          | Katerine Duska                      | „Better Love“                                                            | angličtina          | 21.           | 74            | 5.                          | 185                         |
| 2020                          | Stefania                            | „Supergirl“                                                              | angličtina          | ročník zrušen | ročník zrušen | ročník zrušen               | ročník zrušen               |
| 2021                          | Stefania                            | „Last Dance“                                                             | angličtina          | 10.           | 170           | 6.                          | 184                         |
| 2022                          | Amanda Georgiadi Tenfjord           | „Die Together“                                                           | angličtina          | 8.            | 215           | 3.                          | 211                         |
| 2023                          | Victor Vernicos                     | „What They Say“                                                          | angličtina          | nepostup      | nepostup      | 13.                         | 14                          |
| 2024                          | Marina Satti                        | „Zari“ (Ζάρι)                                                            | řečtina             | 11.           | 126           | 5.                          | 86                          |
| 2025                          | Klavdia                             | „Asteromata“ (Αστερομάτα)                                                | řečtina             | 6.            | 231           | 4.                          | 112                         |

| Legenda | Legenda                              |
| ------- | ------------------------------------ |
| 1       | 1. místo                             |
| 2       | 2. místo                             |
| 3       | 3. místo                             |
| ◁       | poslední místo                       |
| X       | interpret vybrán, ale nezúčastnil se |

## Galerie

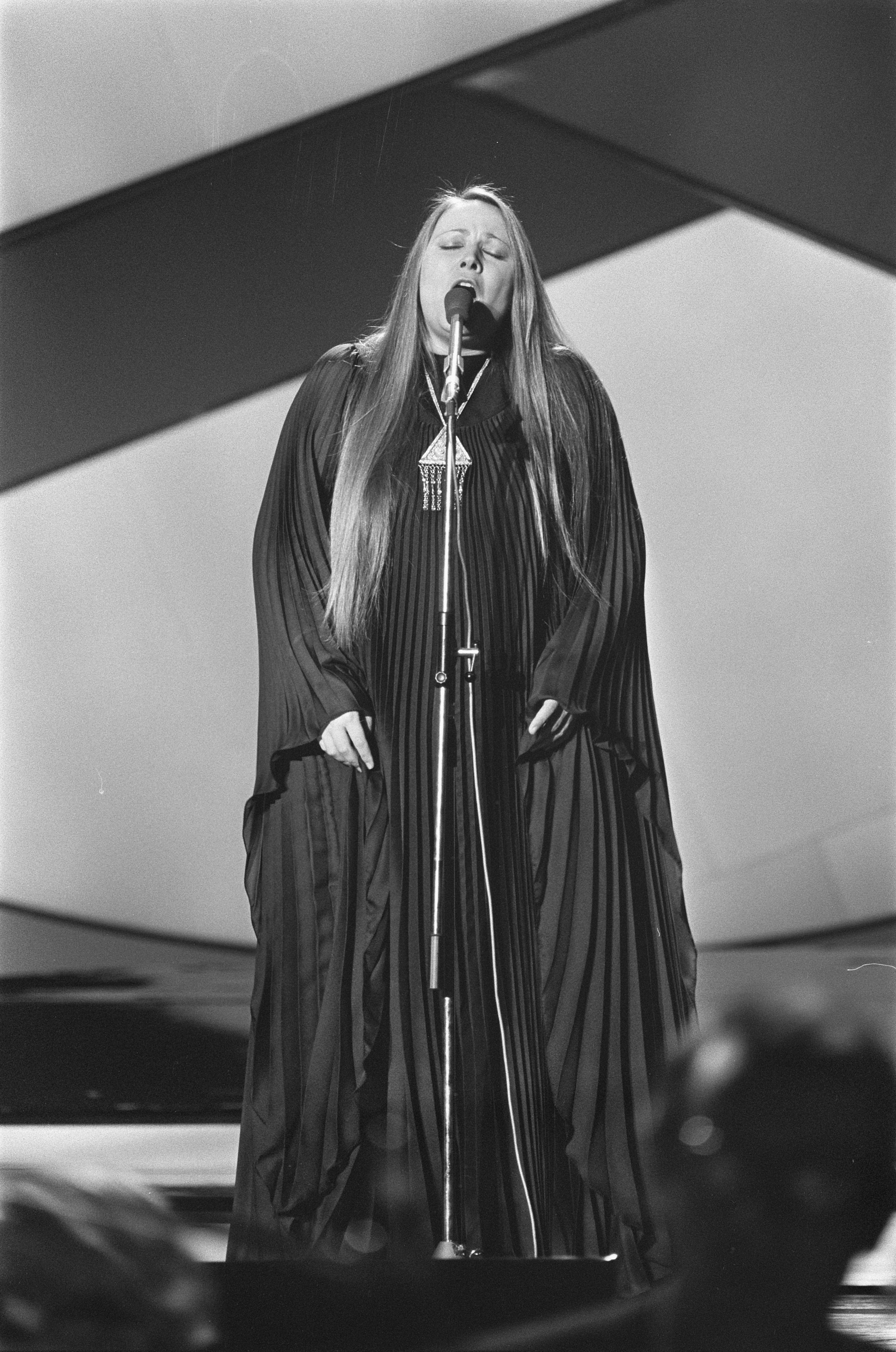
Mariza Koch v Haagu (1976)
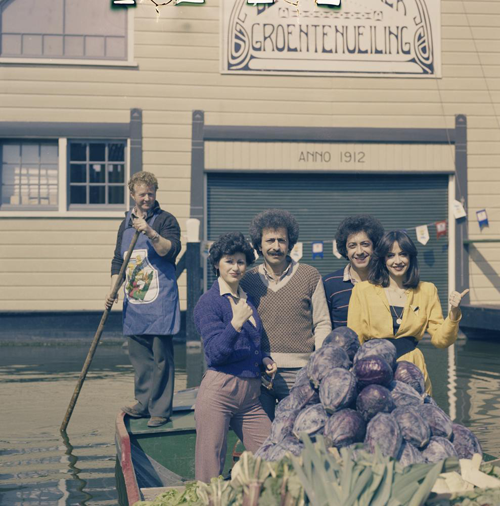
Anna Vissi a the Epikouri v Haagu (1980)
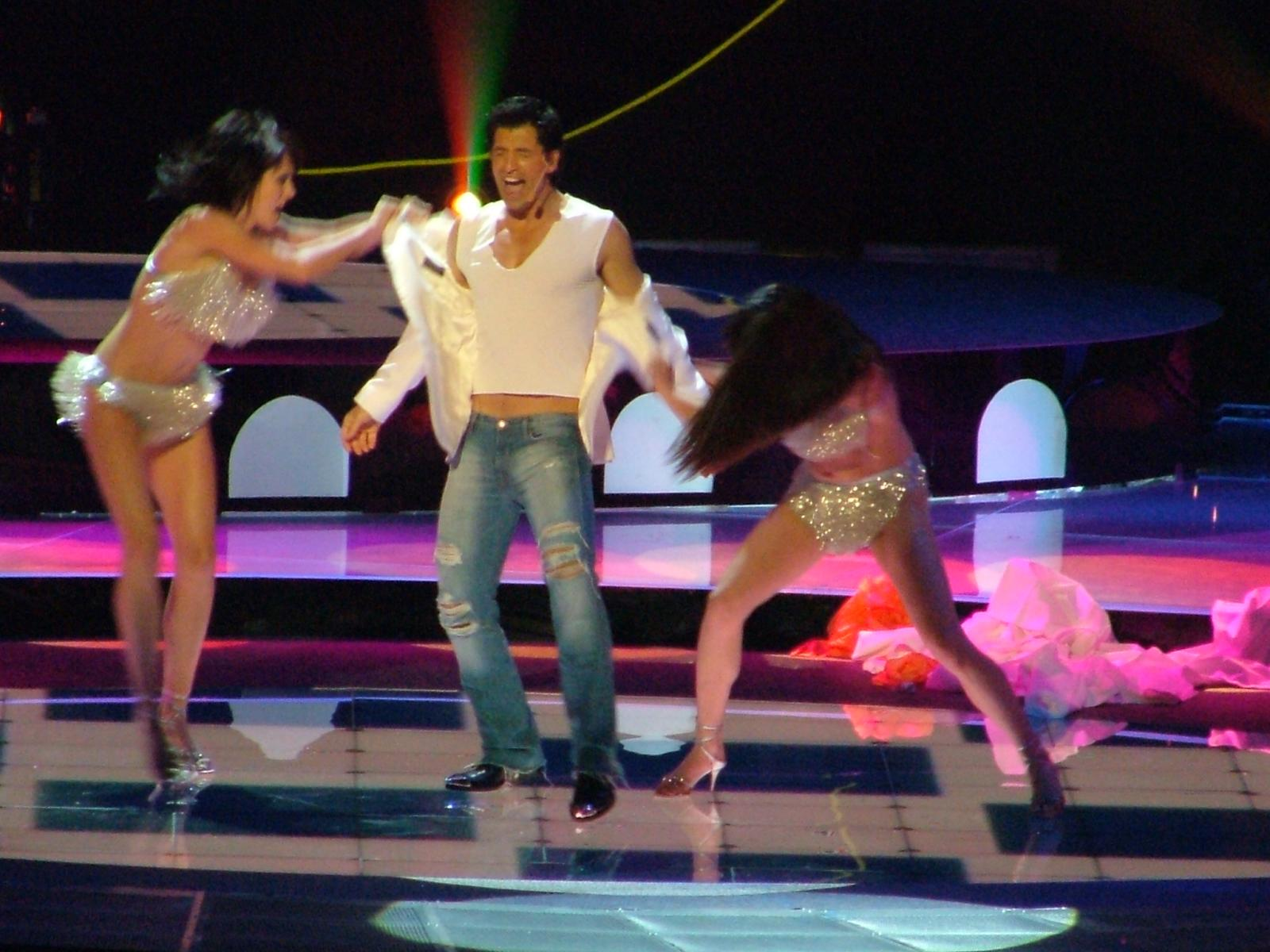
Sakis Rouvas v Istanbulu (2004)
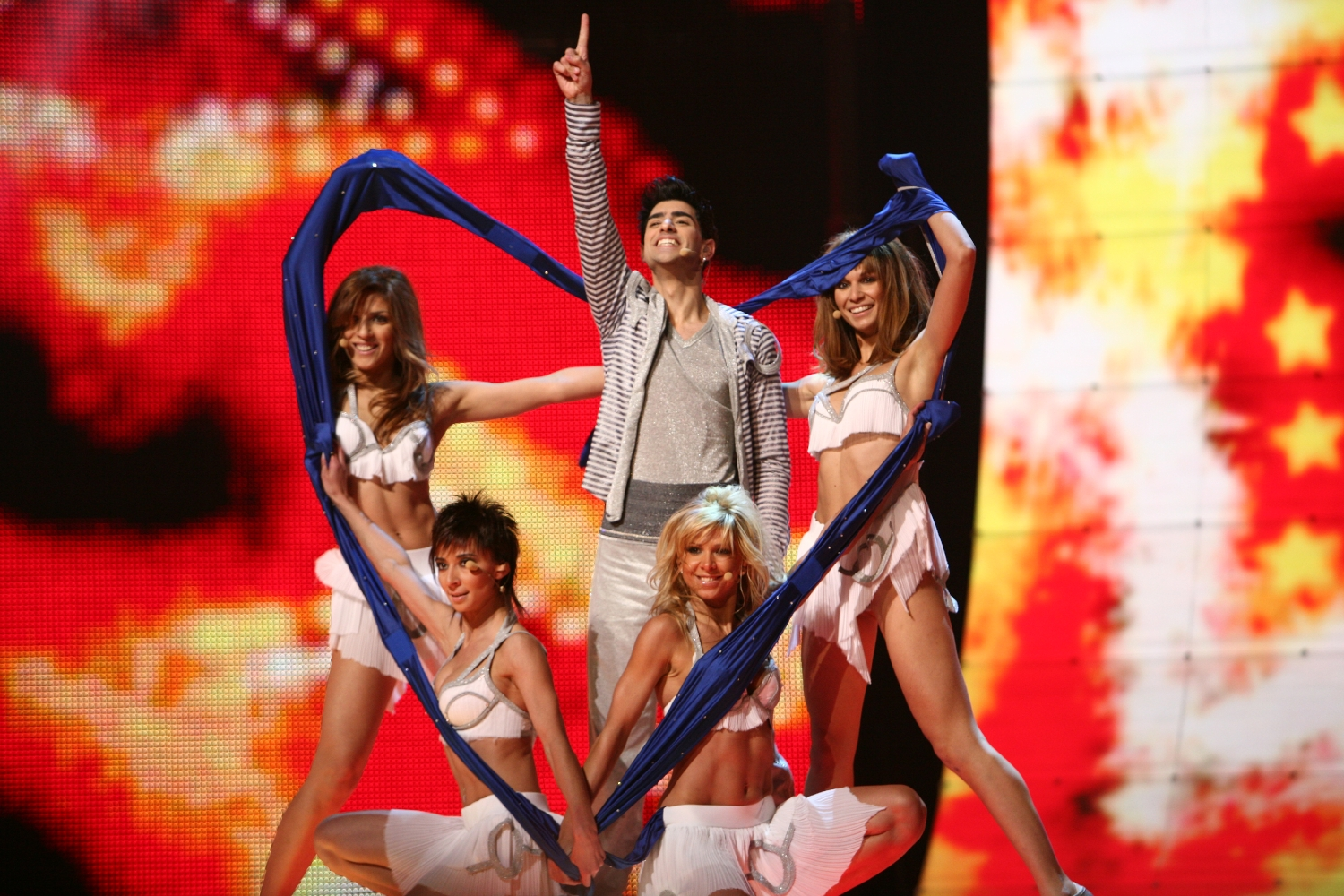
Sarbel v Helsinkách (2007)
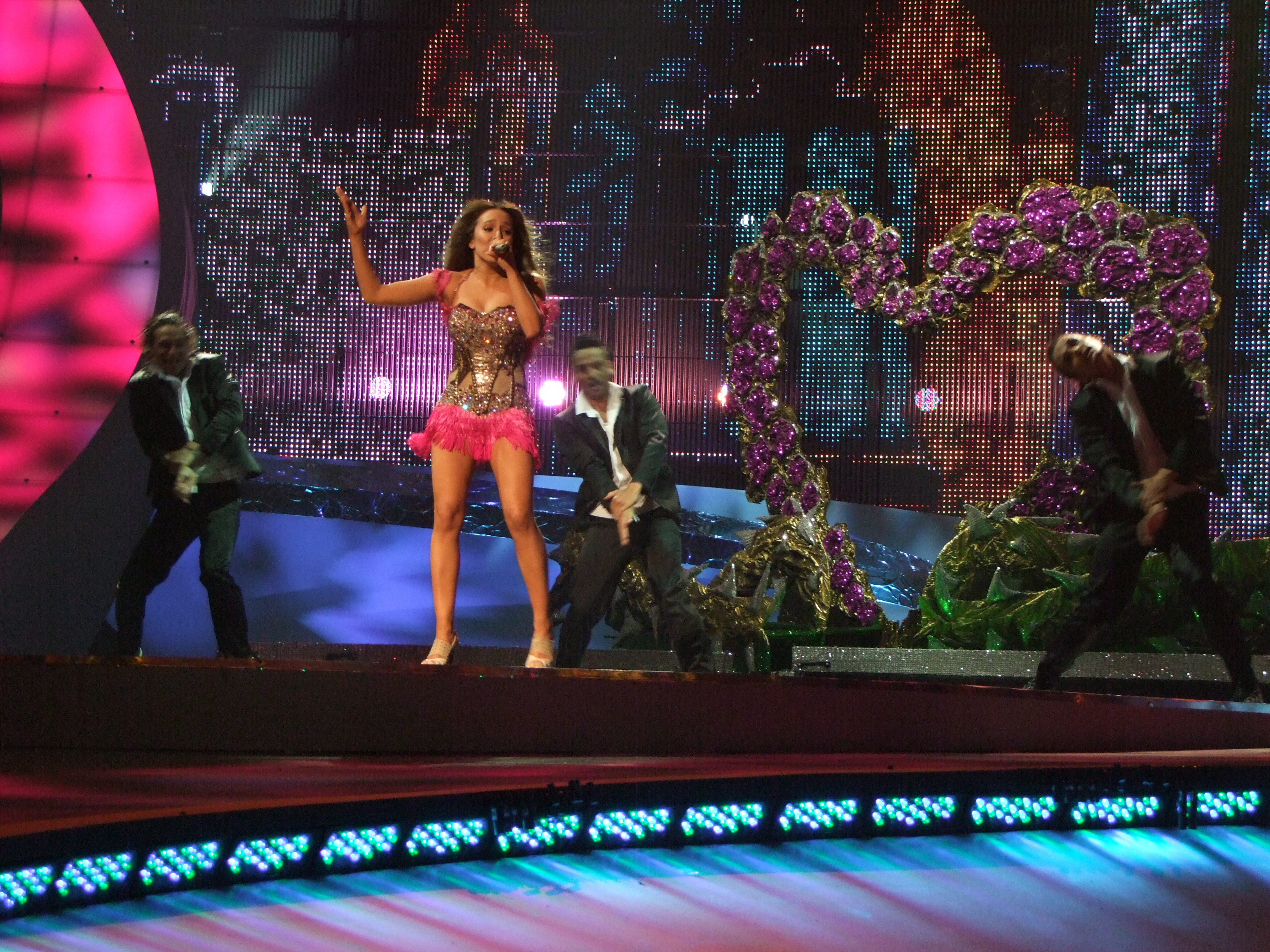
Kalomira v Bělehradu (2008)
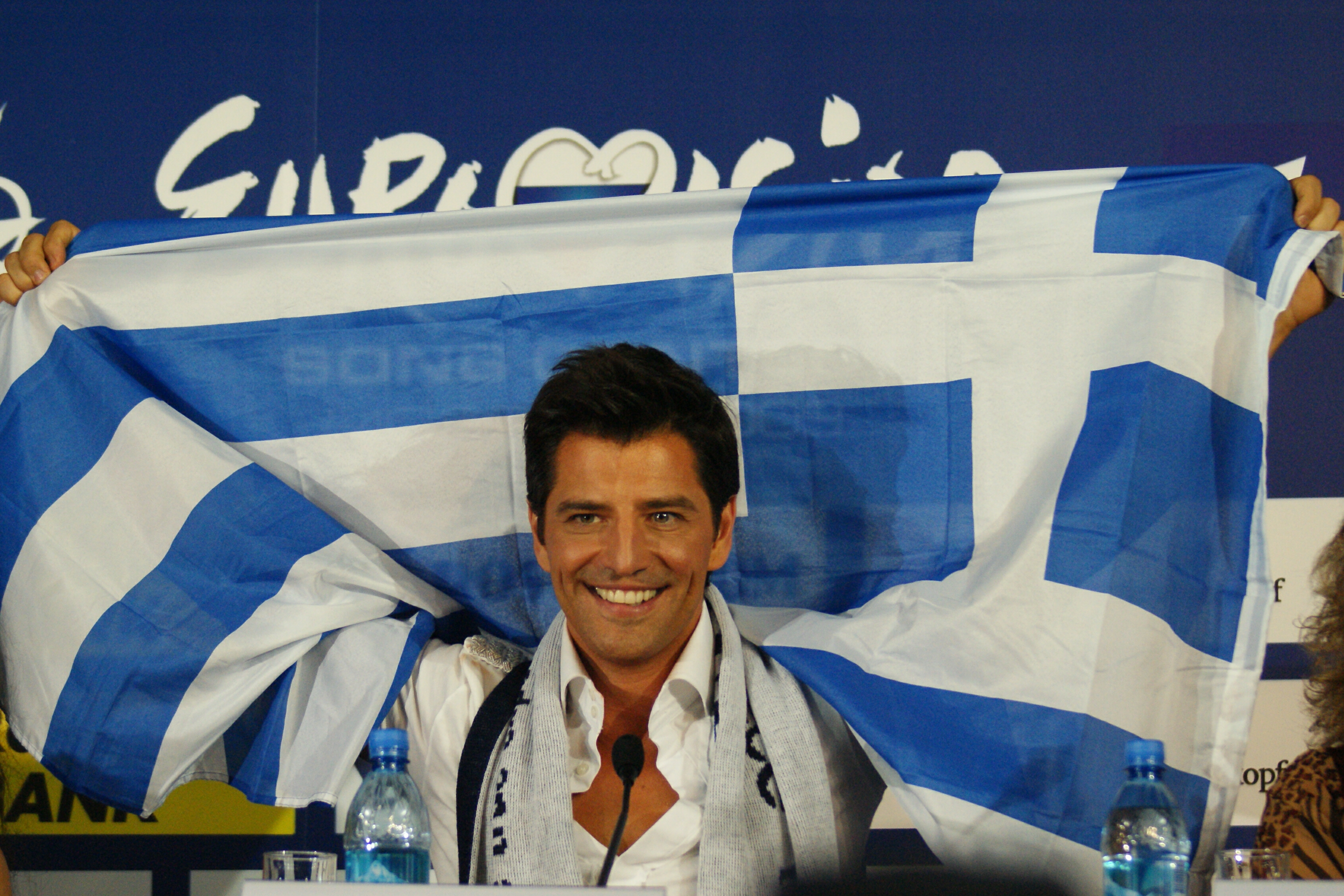
Sakis Rouvas v Moskvě (2009)
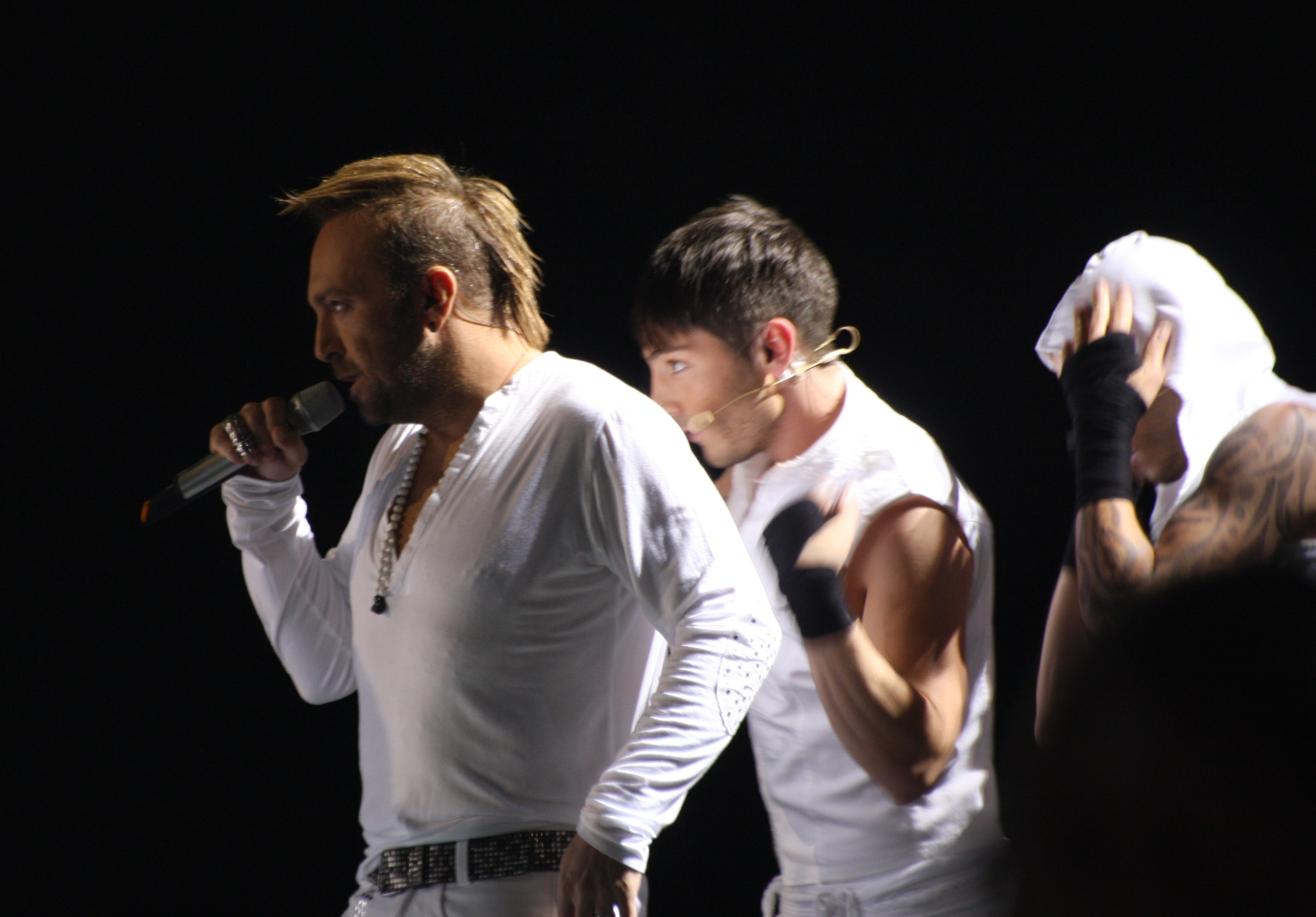
Giorgos Alkaios a Friends v Oslu (2010)
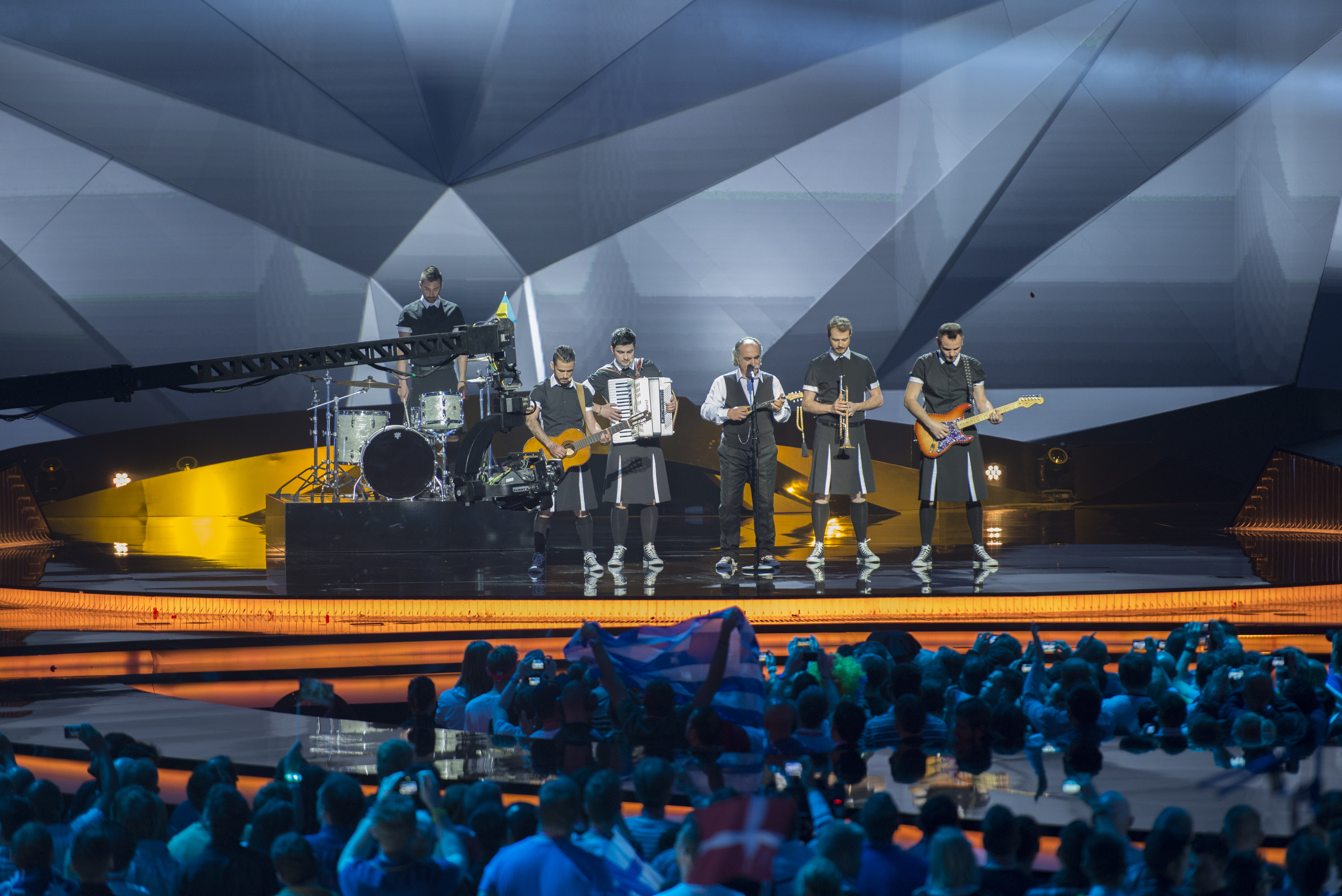
Koza Mostra a Agathonas Iakovidis v Malmö (2013)
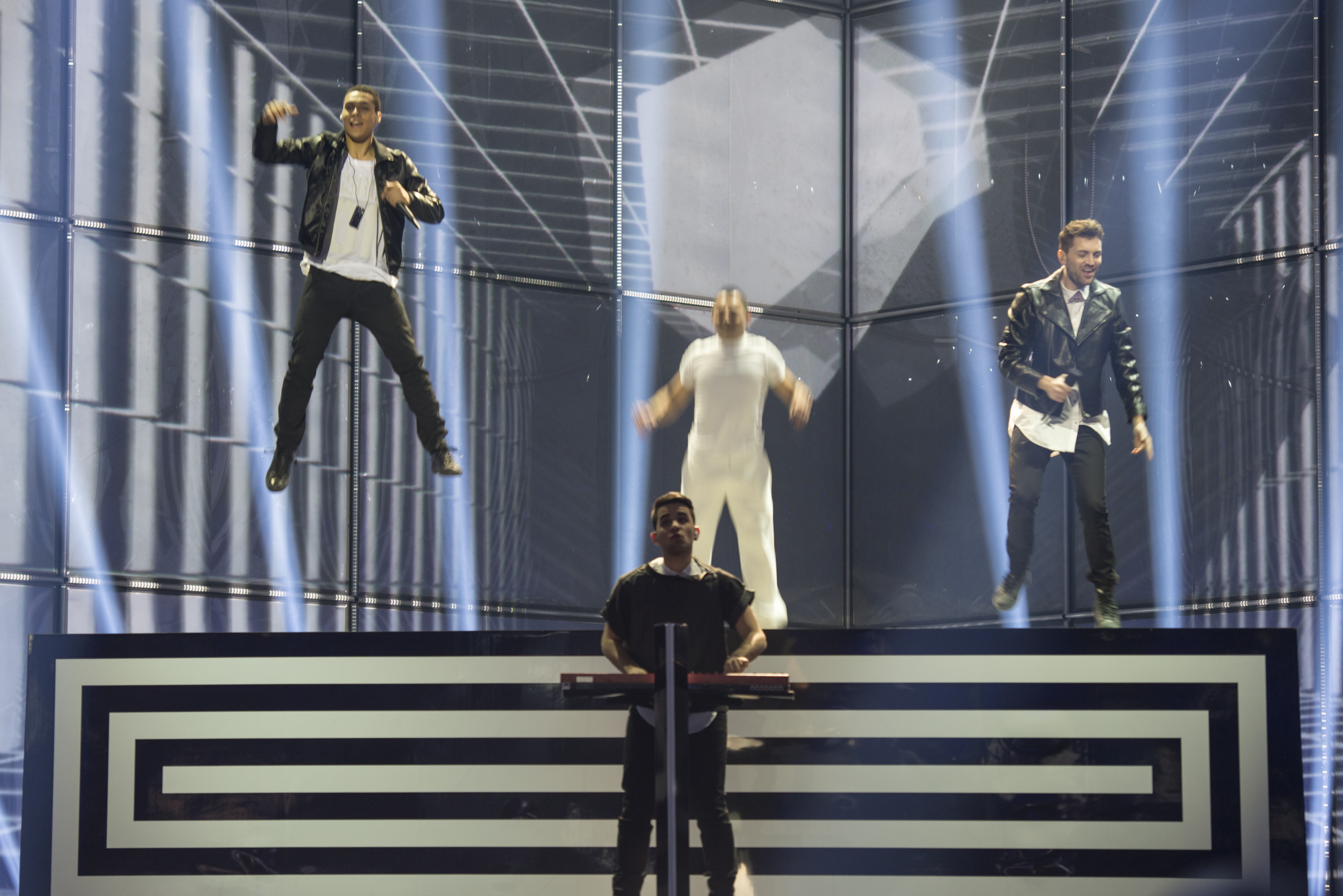
Freaky Fortune and Riskykidd v Kodani (2014)
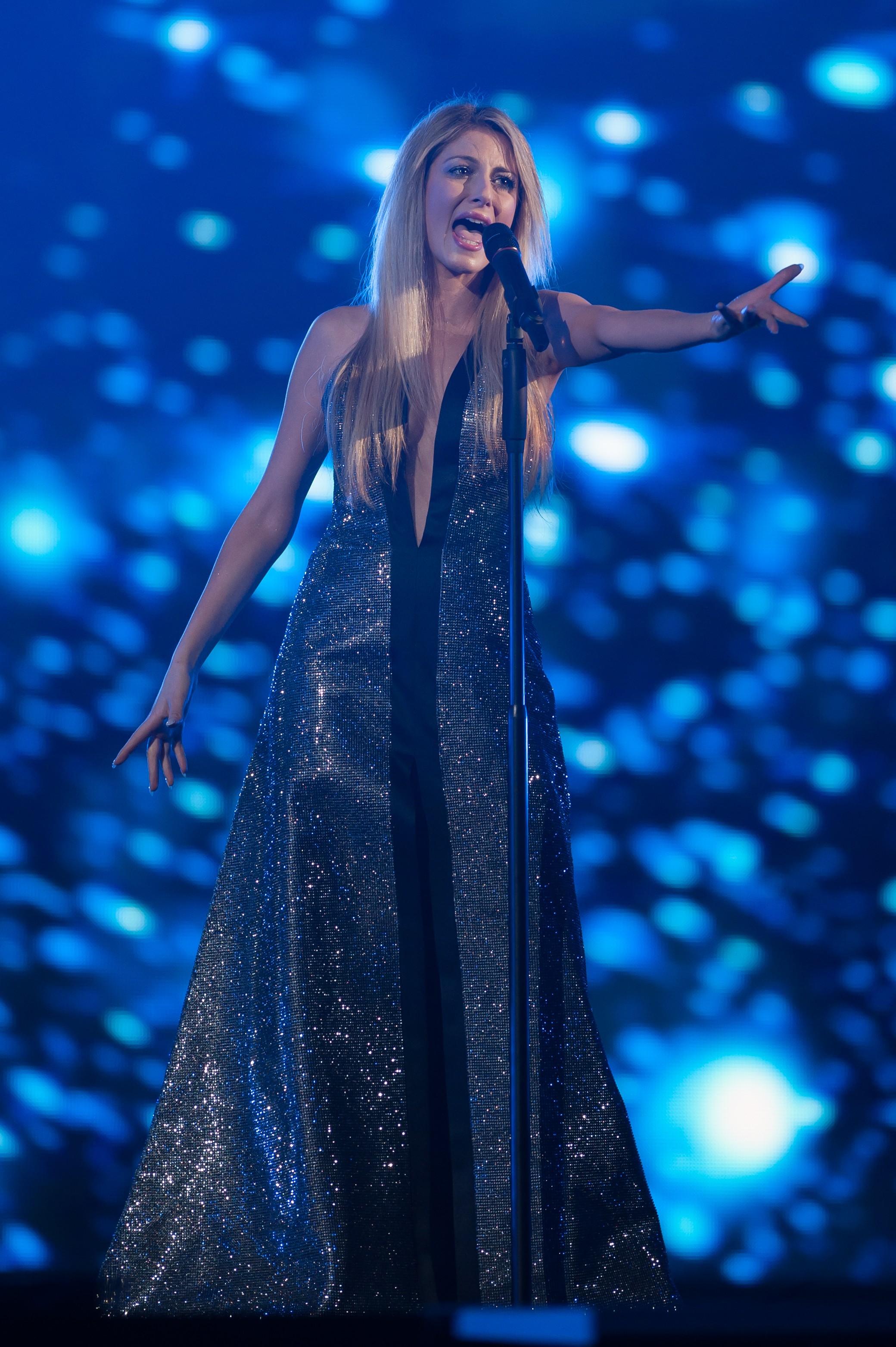
Maria Elena Kyriakou ve Vídni (2015)
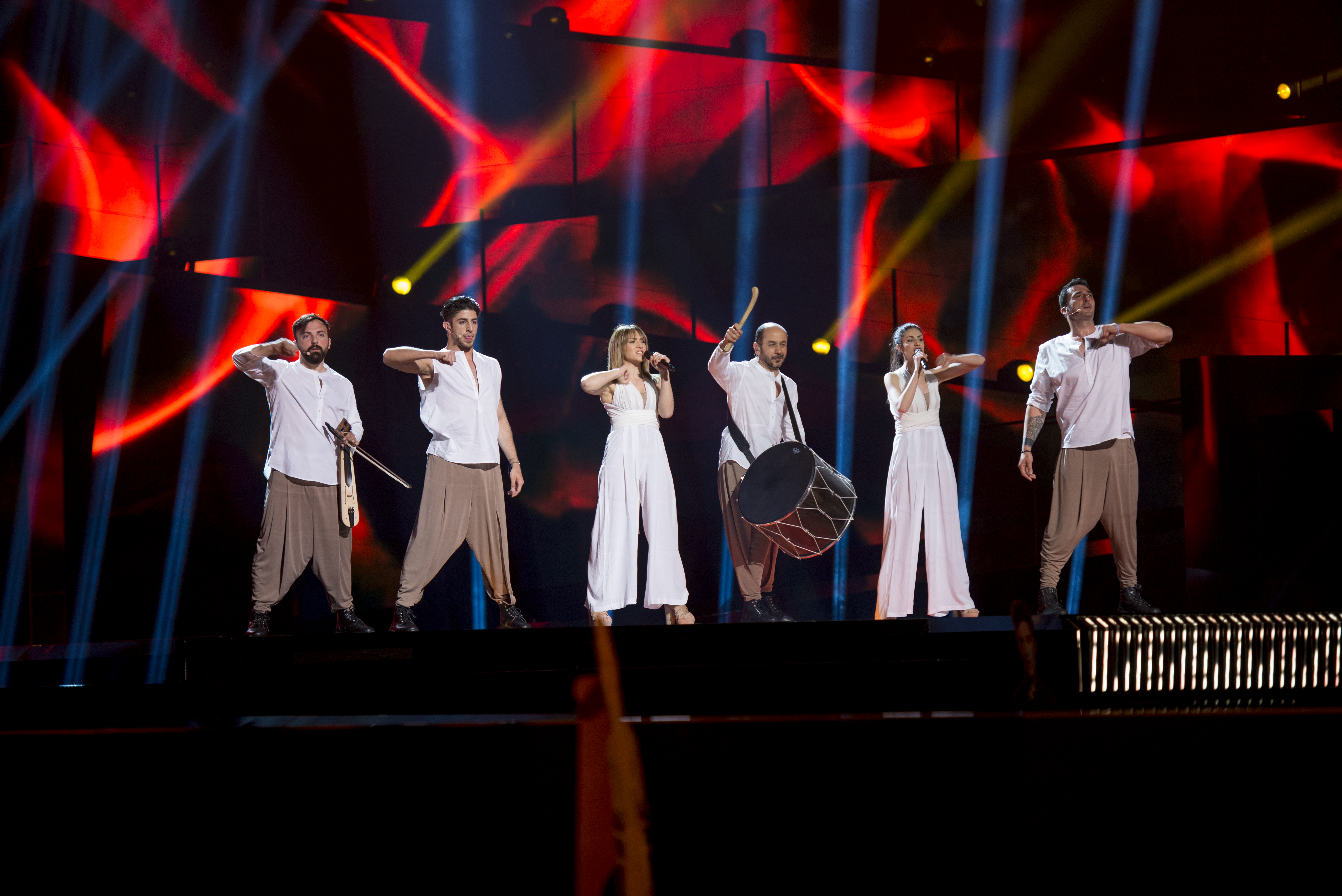
Argo ve Stockholmu (2016)
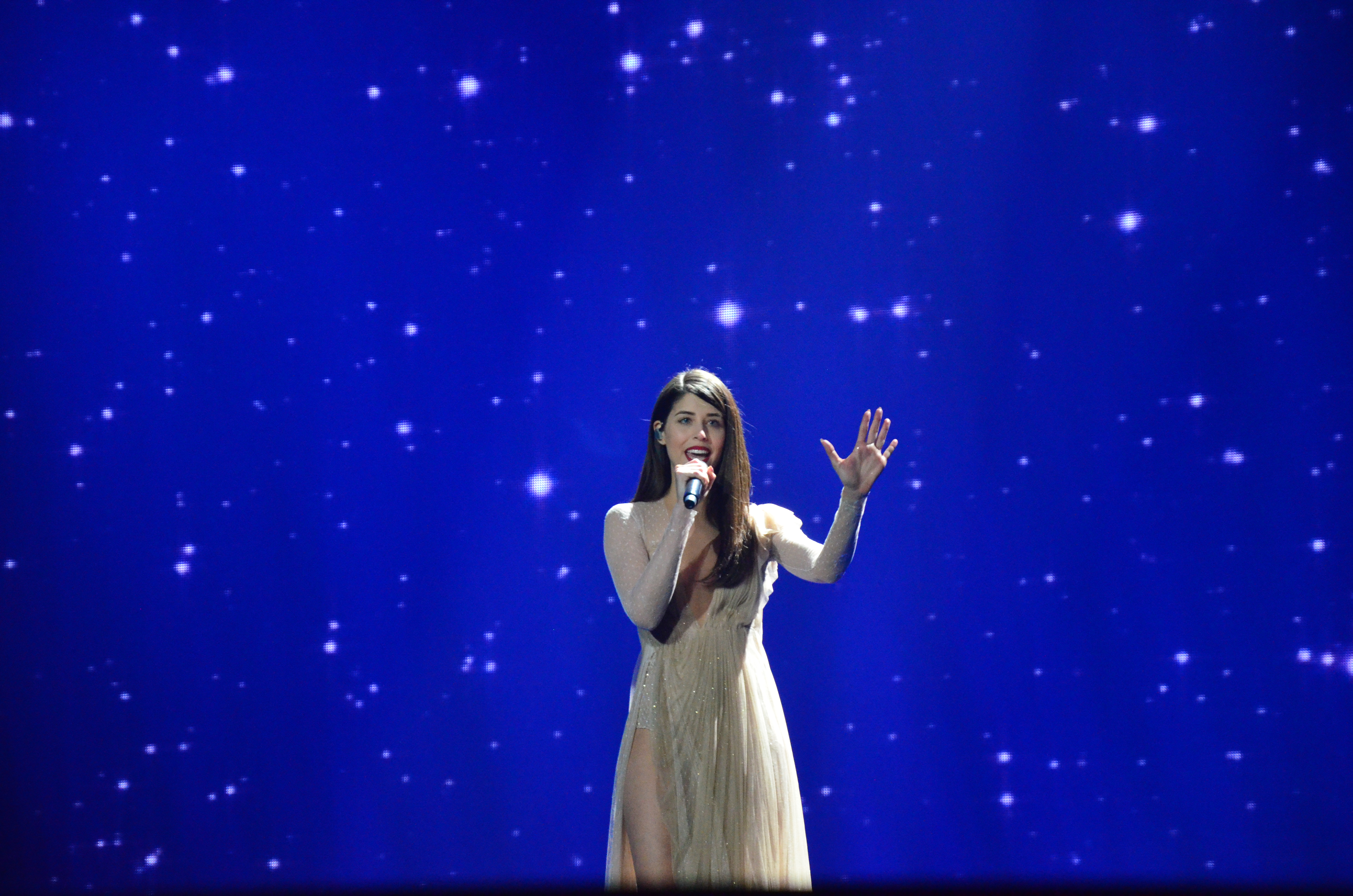
Demy v Kyjevě (2017)
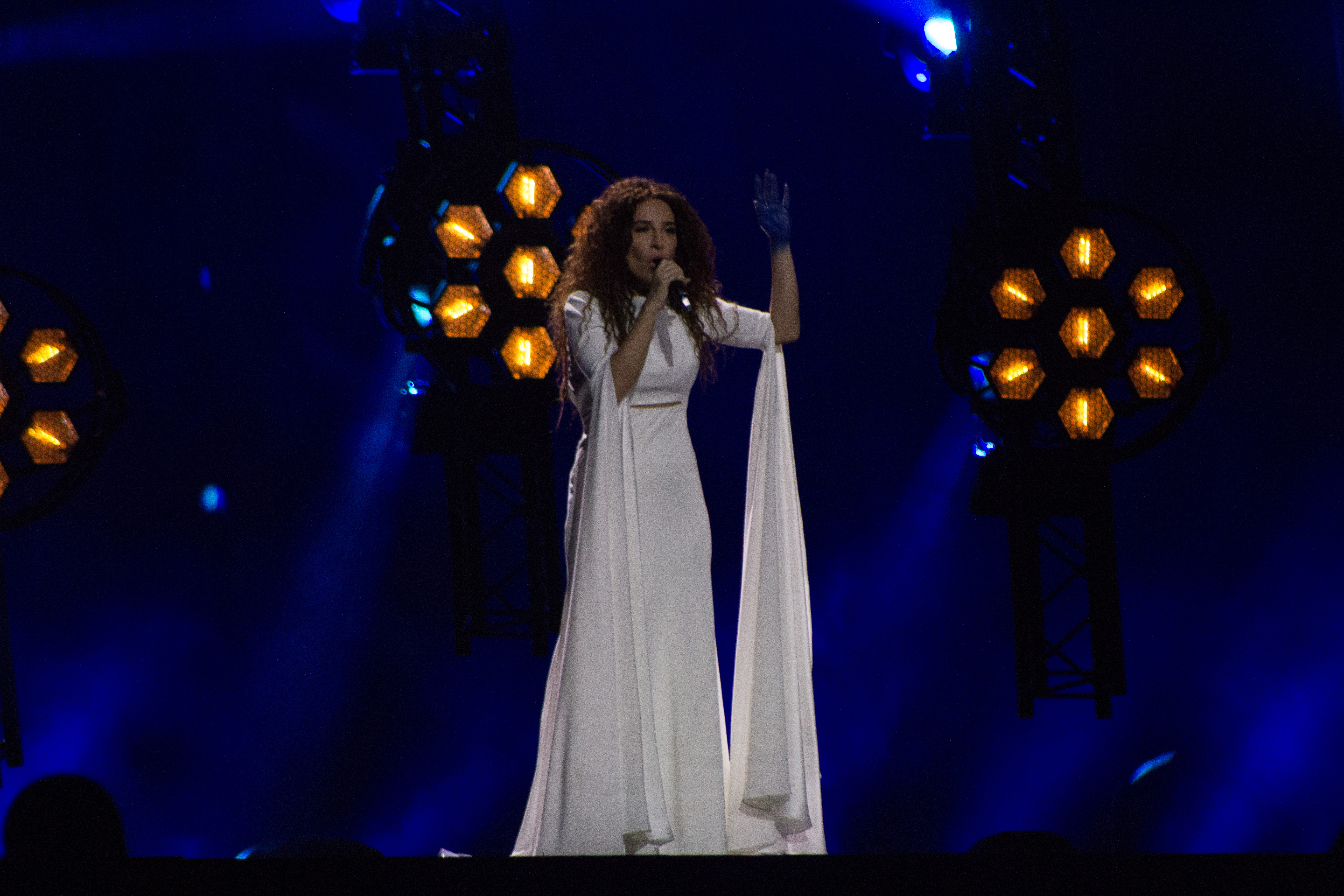
Yianna Terzi v Lisabonu (2018)
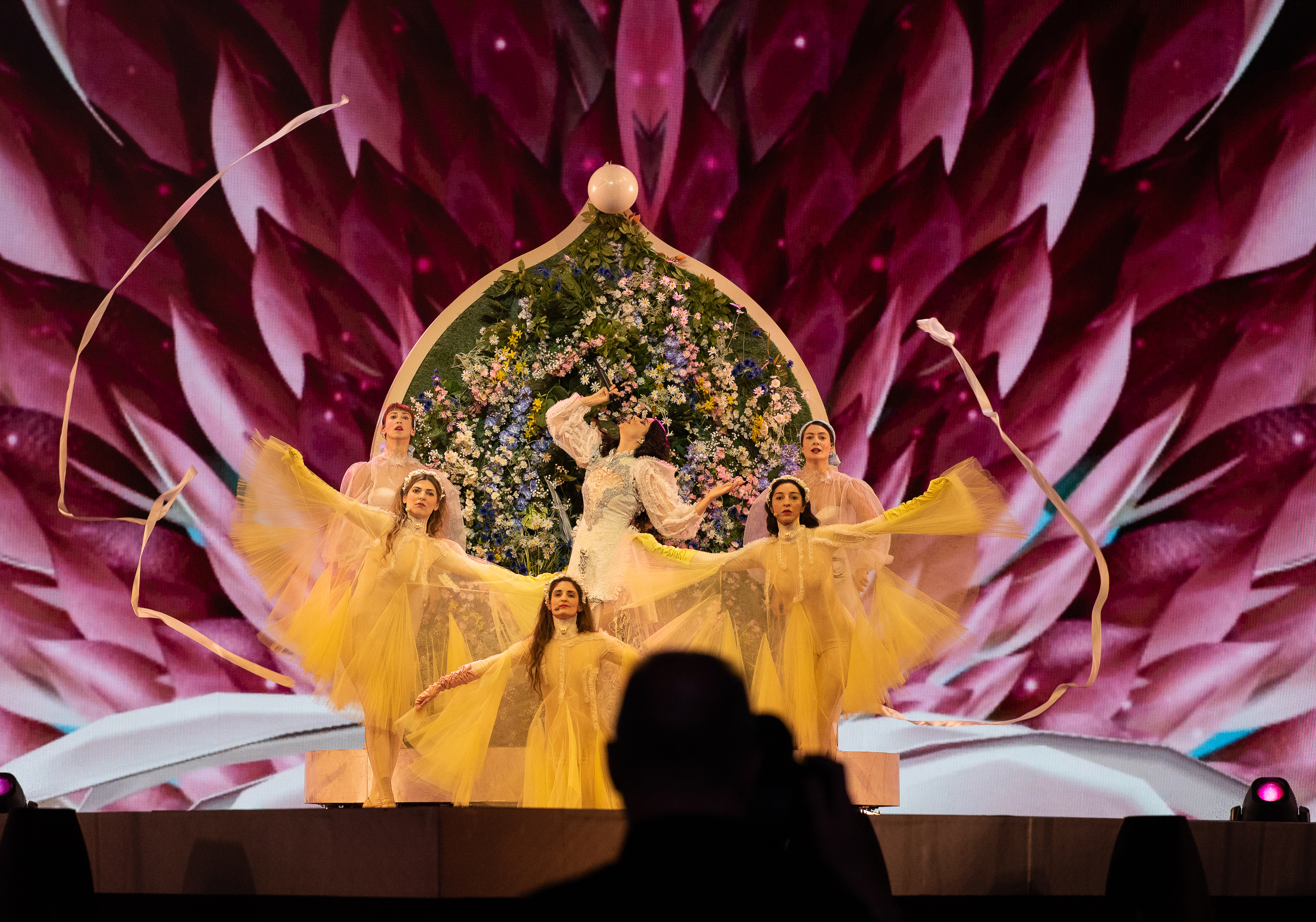
Katerine Duska v Tel Avivu (2019)
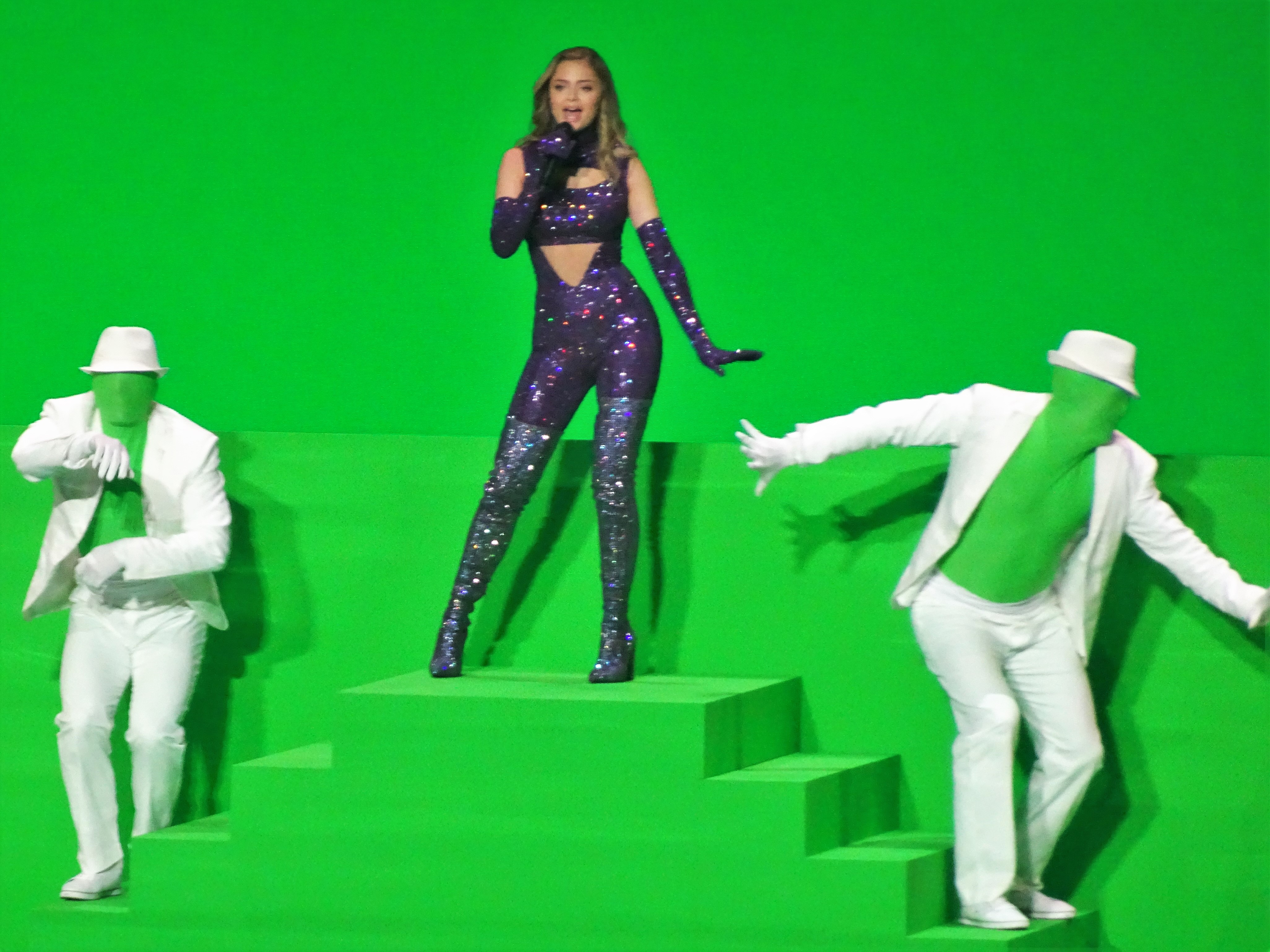
Stefania v Rotterdamu (2021)
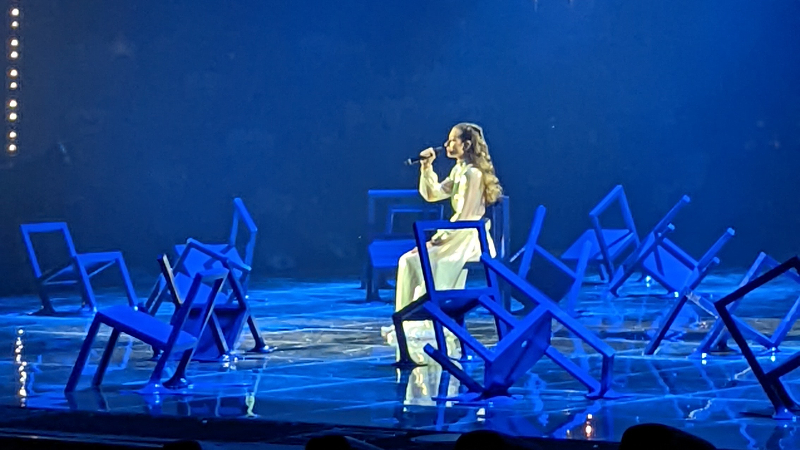
Amanda Tenfjord v Turíně (2022)
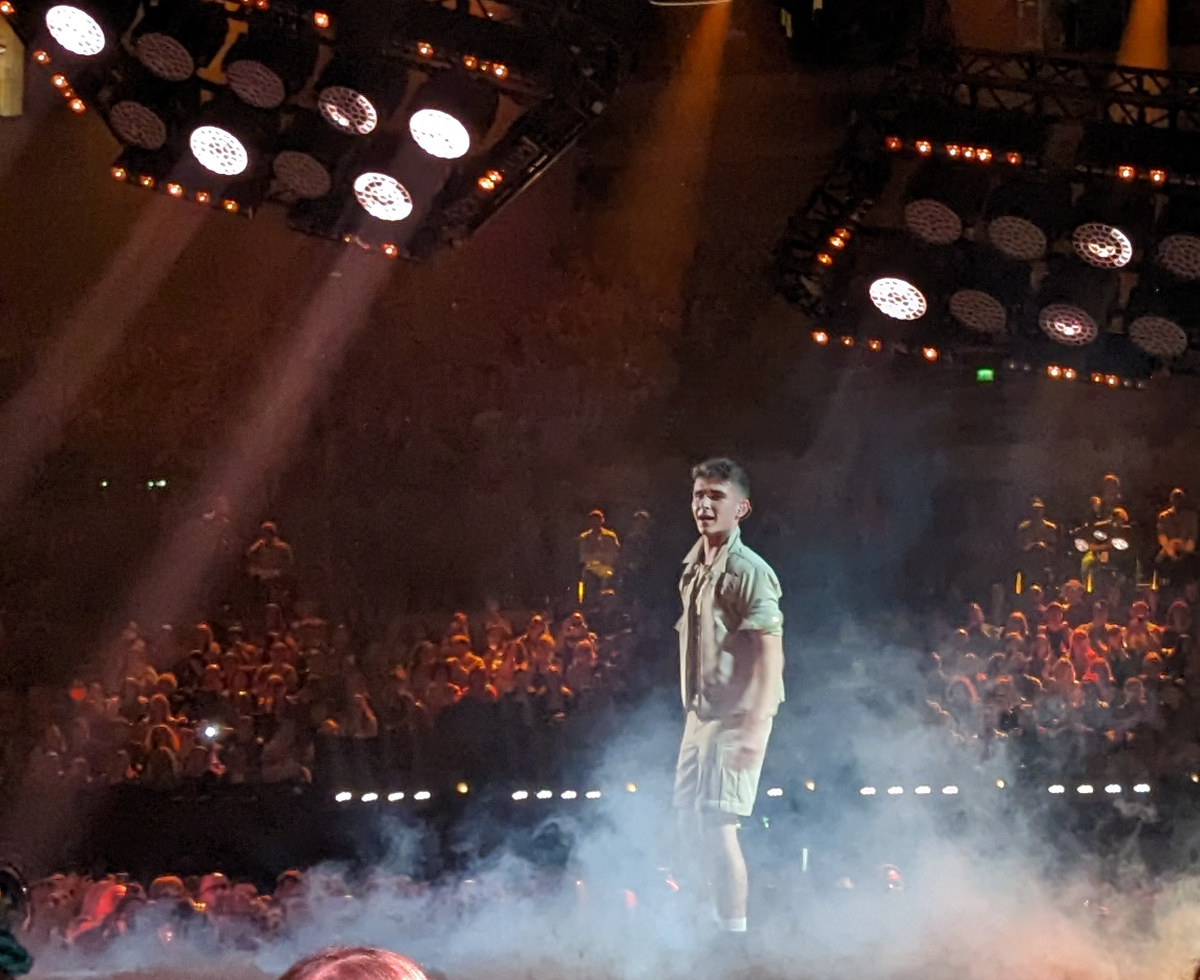
Victor Vernicos v Liverpoolu (2023)
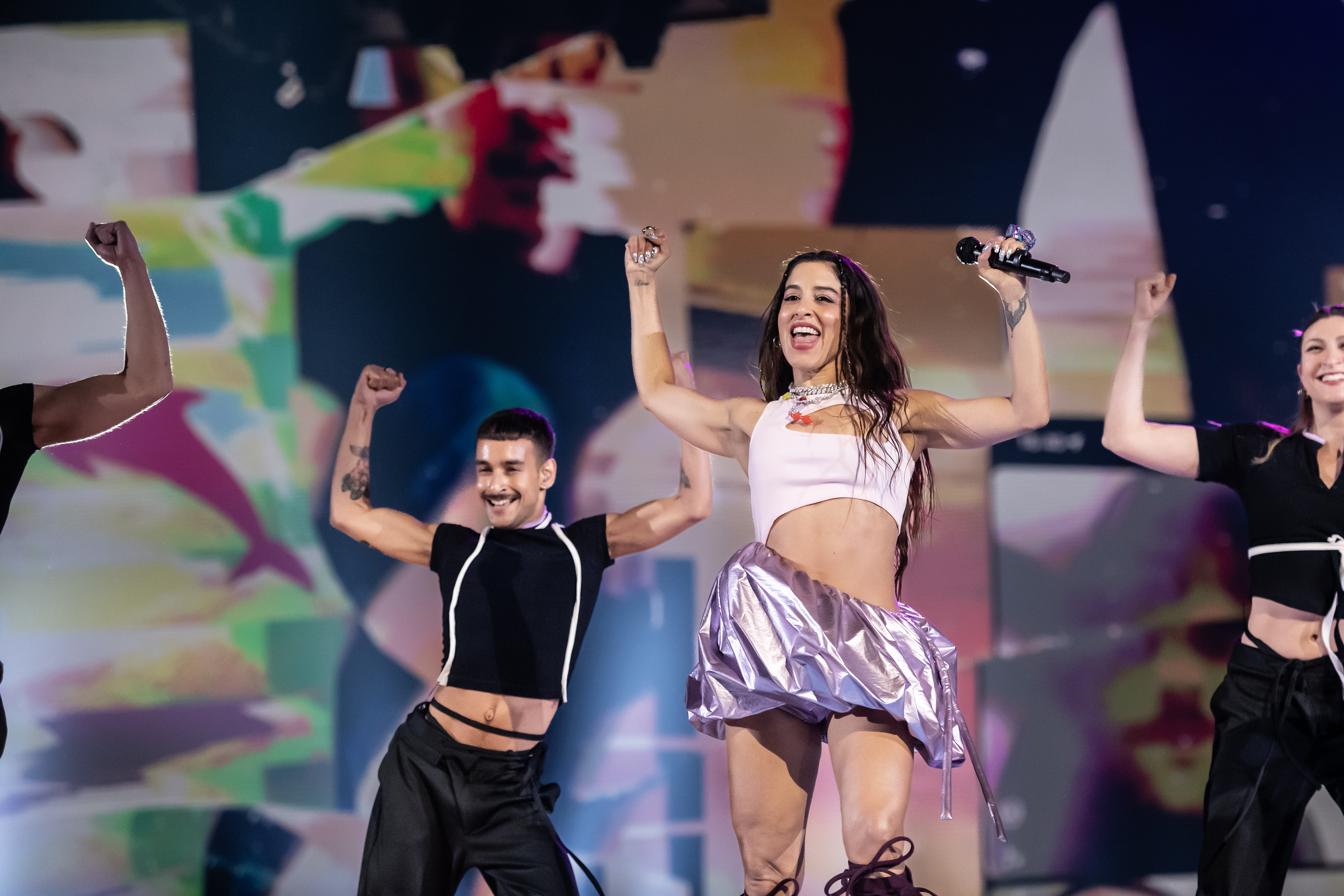
Marina Satti v Malmö (2024)
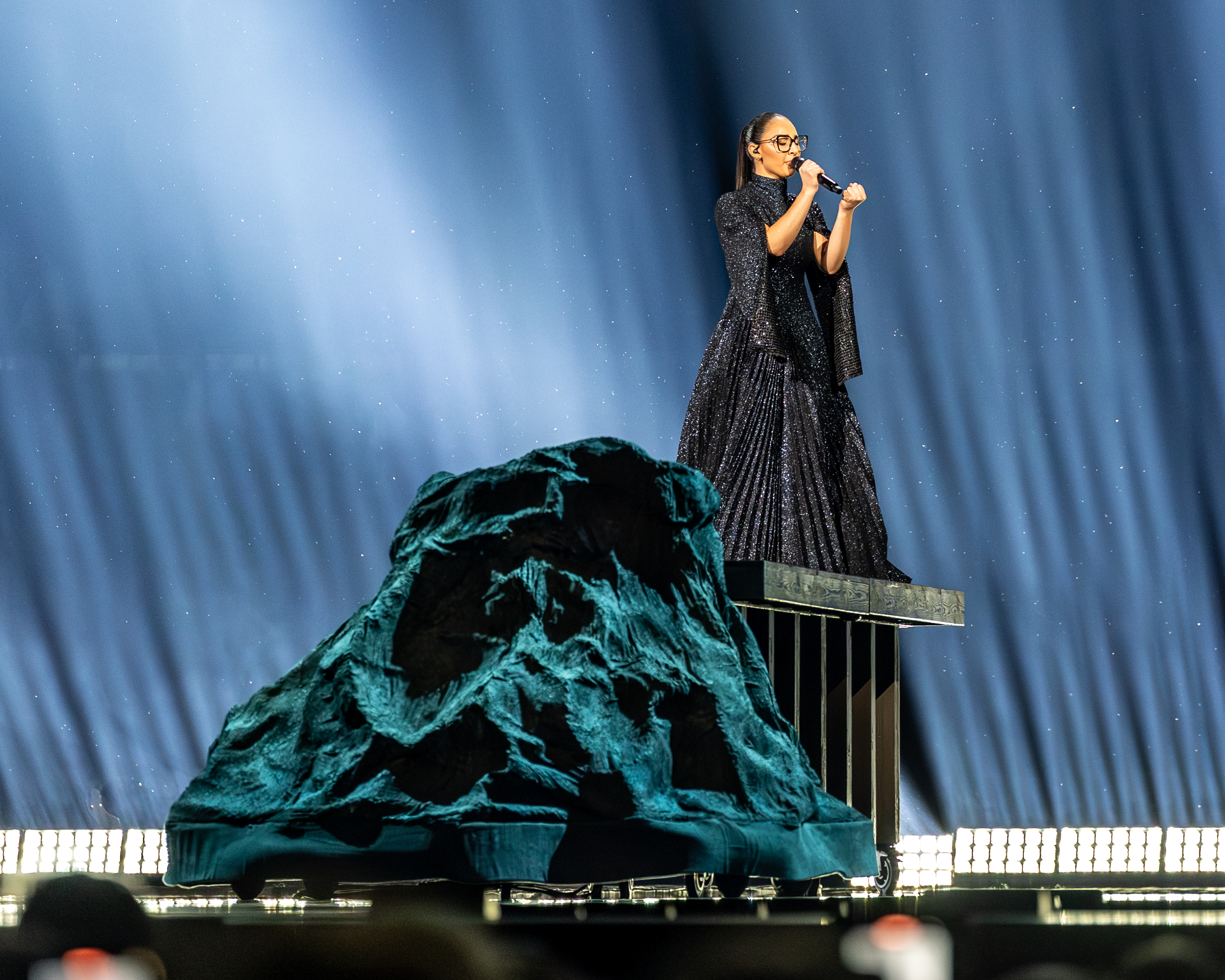
Klavdia v Basileji (2025)